# Jevaughn Powell
Pour les articles homonymes, voir Powell.
Jevaughn Powell (né le 19 novembre 2000) est un athlète jamaïcain, spécialiste du 400 mètres.

## Biographie
Il remporte la médaille d'argent du relais 4 × 400 mètres lors des championnats du monde 2022 à Eugene, en compagnie de Akeem Bloomfield, Nathon Allen et Christopher Taylor, derrière les États-Unis.

## Palmarès
| Date | Compétition           | Lieu   | Résultat | Épreuve   | Temps         |
| ---- | --------------------- | ------ | -------- | --------- | ------------- |
| 2022 | Championnats du monde | Eugene | 2e       | 4 × 400 m | 2 min 58 s 58 |

## Records
| Épreuve | Temps   | Lieu        | Date            |
| ------- | ------- | ----------- | --------------- |
| 200 m   | 20 s 21 | Gainesville | 19 juillet 2024 |
| 400 m   | 44 s 54 | Eugene      | 7 mai 2024      |